# Edmond Lievens
Edmond Raymond Lievens (Tienen, 13 mei 1899 - 5 augustus 1967) was een Belgisch volksvertegenwoordiger.

## Levensloop
Lievens, die begon als socialistische partijbode, werd in 1932 gemeenteraadslid van Tienen, tot in 1938, en zetelde opnieuw in 1945-1946. 
In 1939 en 1946 was hij vergeefs kandidaat voor de wetgevende verkiezingen. In 1947 verving hij Alfons Vranckx als BSP-volksvertegenwoordiger voor het arrondissement Leuven en vervulde dit mandaat tot aan de parlementsverkiezingen van 1949. 
Van 1945 tot 1951 was hij lid van de algemene raad van de BSP. Van 1953 tot 1966 was hij voorzitter van de BSP-afdeling Tienen.